# Antônio Mendes de Barros
Antônio Mendes de Barros (São Paulo, 18 de janeiro de 1933 – São Paulo, 30 de março de 1988) foi um político brasileiro.
Filho de Ademar de Barros e de Leonor Mendes de Barros. Casou com Maria Lúcia Matarazzo de Barros. Seu tio, Geraldo Pereira de Barros, foi deputado estadual (1955-1959) e deputado federal (1963-1967) e seu irmão, Ademar de Barros Filho, foi eleito deputado federal por São Paulo.
Filiado ao Partido Social Progressista (PSP), criado por seu pai, nas eleições estaduais em São Paulo em 1962 foi eleito deputado federal. Assumiu o mandato em fevereiro de 1963 e, com a extinção dos partidos políticos pelo Ato Institucional Número Dois e a posterior instauração do bipartidarismo, filiou-se à Aliança Renovadora Nacional (Arena).
Durante a gestão de André Franco Montoro como governador de São Paulo de 1983 a 1987, foi diretor da Ferrovias Paulistas S.A.